# ダイワキャグニー
ダイワキャグニー（欧字名:Daiwa Cagney、2014年2月25日 - ）は、日本の競走馬。2020年のエプソムカップの勝ち馬である。
東京競馬場で全8勝、オープン競走6勝を挙げたことから、メディアにて「府中マイスター」「府中の鬼」「府中の申し子」「東京巧者」とも称される。
ダイワ最後の一頭である。

## 経歴

### デビュー前
母のトリプレックスは、1999年生まれのサンデーサイレンス産駒。3歳7月の未勝利戦勝利から連勝し、臨んだローズステークス（GII）では優勝したファインモーションに1.0秒差に迫る4着に入った。6歳まで現役を過ごし30戦4勝、1000万円以下勝利まで出世したのち引退し、繁殖牝馬となる。
2006年に初仔（父:タイキシャトル）の牝馬を生産するなど、社台ファームにて毎年のように競走馬生産を続け、（2013年（父:フレンチデピュティ）を除く）。2014年2月25日、初めてキングカメハメハが種付けされた、牡馬（後のダイワキャグニー）が誕生する。2015年のセレクトセール、サラブレッド1歳部門に上場され、大城敬三に1億1340万円にて取引された。「冠名 + 人名」に基づいて「ダイワキャグニー」と命名の後、美浦トレーニングセンター所属の菊沢隆徳厩舎に預けられた。

### 競走馬時代

#### 2歳 - 3歳（2016年 - 2017年）
2016年11月6日、東京競馬場の新馬戦（芝1800メートル）に北村宏司を鞍上に出走。単勝オッズ8.8倍の5番人気での出走となった。スタートから好位3.4番手で進み、最後の直線に入ると、先に抜け出していたパルフェクォーツを捕まえて勝利。新馬戦勝利となった。北村は、「うまくスタートを出た、2着馬（パルフェクォーツ）がしぶとかったが、よく捕らえてくれた」と振り返った。続いて同じ距離、競馬場であるセントポーリア賞（500万円以下）に、単勝1番人気に推されたキセキに対して、6番人気の評価で出走した。2番手から最後の直線に入り、逃げ馬をかわして先頭に立つと、後方からの追撃を封じ、2馬身差を開いて勝利、連勝でオープンクラス入りを果たした。北村は「（直線の）坂下の加速から、後続に交わされないと思った」という。
皐月賞の優先出走権が獲得できる中山競馬場のトライアル競走を目標に調整され、最終的に3月5日の弥生賞（GII）を選択。前日に行われた勝馬投票券の発売では、前年の京都2歳ステークス（GIII）勝利のカデナや、京成杯（GIII）を勝利したコマノインパルスを抑えて、2戦2勝の身で単勝オッズ3.4倍の1番人気に支持されていた。しかし最終的に、3.3倍の1番人気に推されたカデナに次ぐ、3.6倍の2番人気の支持を集めた。2番手で道中を進み、最後の直線に進入したものの、伸びずに失速し後退。最終的に勝利したカデナに0.6秒離された9着となり、初めて敗北を喫した。北村は、（初めての右回りコースで）コーナリングに苦労したことが敗因と指摘し、菊沢も「本来は先行馬ではない気がする」とした。
皐月賞は諦め、東京優駿（日本ダービー）の優先出走権が獲得できるプリンシパルステークス（OP）に出走。2戦2勝の東京競馬場に戻り、単勝オッズ3.3倍の1番人気に支持された。前方に3頭が見える好位で進み、残り200メートル過ぎで先頭に立つと、追い込んだ2番人気のレッドローゼスを寄せ付けず、2馬身半差をつけて勝利、プリンシパルステークスのレースレコードでの勝利となった。北村は、「この馬のいい所は東京を上手に走れる所です」と表現した。続けて、優先出走権を行使し東京優駿（日本ダービー）に参戦。東京競馬場3戦3勝の実績を引っ提げ、単勝オッズ40.9倍の10番人気に推されて出走し、ダービー馬となったレイデオロから、1.2秒後に決勝戦を通過する14着に敗退した。
夏休みの後、10月8日の毎日王冠（GII）で復帰。初めて古馬に交じって出走し、ダービー優勝馬のマカヒキとワンアンドオンリー、同世代の優駿牝馬（オークス）優勝のソウルスターリングに先着を果たし、リアルスティールに0.2秒差に迫る4着となった。続いて東京競馬場のキャピタルステークス（OP）に、横山典弘に乗り替わり、単勝1番人気に推されて出走。ハナを奪い先頭に立ち、中途で先頭をミュゼエイリアンに譲り2番手で、最後の直線に進入。前方を捕らえて先頭に立った。しかし同世代の最優秀2歳牡馬でGI優勝馬、サトノアレスが追い上げ、競り合った状態で決勝戦を通過した。結果、サトノアレスにクビ差先着しており、オープン競走2勝目を挙げた。

#### 4歳 - 5歳（2018年 - 2019年）
古馬となり初戦は、中山金杯（GIII）では、優勝のセダブリランテスに0.3秒差の5着。続いて、東京新聞杯（GIII）で優勝のリスグラシューに0.3秒差の3着と重賞を連戦した。2018年5月19日、メイステークス（OP）で勝利を挙げ、エプソムカップ（GIII）では重賞で初めて1番人気に支持されたものの、14着に敗れた。以降出走を重ねたものの、勝利は1年後のメイステークスとなった。内田博幸が騎乗し参戦し、道中で少しかかる素振りを見せながらも、最後の直線で後方との差を広げ、メイステークス連覇を達成した。オクトーバーステークスは、令和元年東日本台風の影響で、開催予定日から1週間順延し開催された。（詳細は2019年の日本競馬を参照。）最後の直線で2番手から抜け出し、トリコロールブルーをクビ差退けて7勝目を挙げた。
続いて、東京優駿以来のGI及び2400メートル戦となるジャパンカップに出走、石橋脩を鞍上に逃げの手を打ち、単勝14番人気の評価ながら6着となった。（競走に関する詳細は第39回ジャパンカップを参照。）

#### 6歳（2020年）
始動戦となったリステッド競走、白富士ステークスでは3.4倍の1番人気の支持を裏切り7着に敗退。その後、金鯱賞（GII）では、逃げの作戦を展開。サートゥルナーリアが勝利し、そこから0.4秒離されて入線、3着に入った。内田によると「うまく折り合って進められた。」という。
6月14日、東京競馬場のエプソムカップ（GIII）に参戦。2年前、2.8倍の1番人気の支持で14着となった舞台に戻り、22.1倍の9番人気という評価となった。ダイワキャグニーのオーナーである大城敬三が9日に96歳で死去。しかし、公表はレース当日となった。内田は、パドックにてこの訃報を聞き参戦した。スタートから好位の3番手に位置し、向こう正面では逃げるトーラスジェミニに次ぐ2番手となった。最後の直線、残り200メートルとなったところで先頭に立つと、後方に1馬身半離して入線。連れて入線したソーグリッタリングとトーラスジェミニがそれぞれ5番人気、18番人気であることから3連単は421万9320円を記録し、エプソムカップ史上最高配当となった。
日刊スポーツは重賞13度目での出走で勝利を挙げたことから「『オープン大将』を脱した」とし、「オーナーへの手向けの勝利」と報じた。なお、新型コロナウイルスの感染拡大防止の観点から、レース後の表彰式は行われなかった。
秋の毎日王冠（GII）に出走するまでの間に、去勢を行った。騸馬として初めてレースに出走し、3歳馬サリオスに0.5秒及ばず2着。内田によると去勢によって、体や走りに柔らかみが生まれたという。天皇賞（秋）はアーモンドアイに1.2秒離された6着に敗れた。（毎日王冠、天皇賞（秋）に関する詳細は、第71回毎日王冠及び第162回天皇賞を参照。）

#### 7歳（2021年）
7歳初戦、トップハンデの57.5㎏で出走した日経新春杯は2番手からレースを進めるも12着、600ｍの距離短縮で挑んだ東京新聞杯は14着と2戦連続惨敗に終わる。続くマイラーズカップは4着と好走するが、安田記念は先手を取ったものの11着に敗れる。夏は休養に充て、秋初戦の毎日王冠は4着、初のダート戦となった武蔵野ステークスは8着だった。

#### 8歳（2022年）
8歳初戦、京都金杯は11番人気と低評価だったが、好位から粘りザダルに交わされたものの2着を確保した。ダート2戦目となったフェブラリーステークスは15着に沈んだ。
その後、4月24日のマイラーズカップでは13着と惨敗。夏場の休養ののち、10月22日の富士ステークスに出走するもブービーの14着に終わった。

#### 9歳（2023年）
9歳初戦として中京競馬場で行われた京都金杯（GIII）に出走。12番人気に推され、14着に敗れた。このレースを最後に同年1月18日付でJRAの競走馬登録を抹消された。引退後は馬事公苑で乗馬となる予定。本馬の登録抹消により、この時点でJRAでの大城（冠名「ダイワ」）名義の競走馬は不在となった。

## 競走成績
以下の内容は、netkeiba.comの情報に基づく。
| 競走日     | 競馬場 | 競走名           | 格      | 距離（馬場）  | 頭 数 | 枠 番 | 馬 番 | オッズ （人気） | 着順 | タイム （上がり3F） | 着差 | 騎手        | 斤量 [kg] | 1着馬（2着馬）         | 馬体重 [kg] |
| ---------- | ------ | ---------------- | ------- | ------------- | ----- | ----- | ----- | --------------- | ---- | ------------------- | ---- | ----------- | --------- | ---------------------- | ----------- |
| 2016.11.06 | 東京   | 2歳新馬          |         | 芝1800m（良） | 13    | 6     | 9     | 008.80（5人）   | 01着 | R1:49.1（34.0）     | -0.1 | 0北村宏司   | 55        | （パルフェクォーツ）   | 484         |
| 2017.01.29 | 東京   | セントポーリア賞 | 500万下 | 芝1800m（良） | 11    | 8     | 10    | 009.70（6人）   | 01着 | R1:47.7（33.4）     | -0.3 | 0北村宏司   | 56        | （エトルディーニュ）   | 486         |
| 0000.03.05 | 中山   | 弥生賞           | GII     | 芝2000m（良） | 12    | 7     | 9     | 003.60（2人）   | 09着 | R2:03.8（35.5）     | -0.6 | 0北村宏司   | 56        | カデナ                 | 482         |
| 0000.05.06 | 東京   | プリンシパルS    | OP      | 芝2000m（良） | 12    | 6     | 8     | 003.30（1人）   | 01着 | R1:58.3（35.3）     | -0.4 | 0北村宏司   | 56        | （レッドローゼス）     | 486         |
| 0000.05.28 | 東京   | 東京優駿         | GI      | 芝2400m（良） | 18    | 7     | 15    | 040.9（10人）   | 14着 | R2:28.1（34.4）     | -1.2 | 0北村宏司   | 57        | レイデオロ             | 484         |
| 0000.10.08 | 東京   | 毎日王冠         | GII     | 芝1800m（良） | 12    | 3     | 3     | 027.70（7人）   | 04着 | R1:45.8（33.7）     | -0.2 | 0北村宏司   | 54        | リアルスティール       | 486         |
| 0000.11.25 | 東京   | キャピタルS      | OP      | 芝1600m（良） | 18    | 2     | 4     | 003.70（1人）   | 01着 | R1:32.6（33.8）     | -0.0 | 0横山典弘   | 55        | （サトノアレス）       | 494         |
| 2018.01.06 | 中山   | 中山金杯         | GIII    | 芝2000m（良） | 17    | 5     | 9     | 004.90（3人）   | 05着 | R2:00.1（34.8）     | -0.3 | 0横山典弘   | 56        | セダブリランテス       | 498         |
| 0000.02.04 | 東京   | 東京新聞杯       | GIII    | 芝1600m（良） | 16    | 8     | 15    | 004.20（2人）   | 03着 | R1:34.3（33.9）     | -0.2 | 0横山典弘   | 56        | リスグラシュー         | 494         |
| 0000.05.19 | 東京   | メイS            | OP      | 芝1800m（良） | 15    | 6     | 10    | 002.50（1人）   | 01着 | R1:45.6（34.1）     | -0.1 | 0横山典弘   | 57        | （ストーンウェア）     | 498         |
| 0000.06.10 | 東京   | エプソムC        | GIII    | 芝1800m（重） | 16    | 5     | 10    | 002.80（1人）   | 14着 | R1:49.4（36.7）     | -2.0 | 0横山典弘   | 56        | サトノアーサー         | 500         |
| 0000.10.07 | 東京   | 毎日王冠         | GII     | 芝1800m（良） | 13    | 5     | 7     | 008.50（5人）   | 07着 | R1:45.2（33.9）     | -0.7 | 0横山典弘   | 56        | アエロリット           | 494         |
| 0000.11.24 | 東京   | キャピタルS      | OP      | 芝1600m（良） | 14    | 5     | 8     | 003.40（1人）   | 07着 | R1:32.8（32.9）     | -0.2 | 0横山典弘   | 56        | グァンチャーレ         | 500         |
| 2019.01.26 | 東京   | 白富士S          | L       | 芝2000m（良） | 9     | 3     | 3     | 003.60（2人）   | 04着 | R1:59.9（33.6）     | -0.6 | 0横山典弘   | 56        | ブラックスピネル       | 500         |
| 0000.03.10 | 中山   | 東風S            | L       | 芝1600m（良） | 14    | 8     | 13    | 008.00（3人）   | 03着 | R1:34.4（34.0）     | -0.2 | 0内田博幸   | 56        | ジョーストリクトリ     | 500         |
| 0000.03.30 | 中山   | ダービー卿CT     | GIII    | 芝1600m（良） | 16    | 4     | 8     | 014.00（8人）   | 09着 | R1:32.2（34.2）     | -0.5 | 0石橋脩     | 57        | フィアーノロマーノ     | 506         |
| 0000.05.18 | 東京   | メイS            | OP      | 芝1800m（良） | 15    | 2     | 2     | 003.80（2人）   | 01着 | R1:45.8（33.5）     | -0.3 | 0内田博幸   | 57        | （カラビナ）           | 500         |
| 0000.09.01 | 新潟   | 新潟記念         | GIII    | 芝2000m（良） | 18    | 2     | 3     | 018.3（10人）   | 16着 | R1:58.9（35.0）     | -1.4 | 0内田博幸   | 57.5      | ユーキャンスマイル     | 502         |
| 0000.10.21 | 東京   | オクトーバーS    | L       | 芝2000m（良） | 13    | 7     | 11    | 009.10（5人）   | 01着 | R1:59.2（33.7）     | -0.0 | 0内田博幸   | 57        | （トリコロールブルー） | 502         |
| 0000.11.24 | 東京   | ジャパンC        | GI      | 芝2400m（重） | 15    | 4     | 7     | 120.9（14人）   | 06着 | R2:26.6（37.9）     | -0.7 | 0石橋脩     | 57        | スワーヴリチャード     | 508         |
| 2020.02.01 | 東京   | 白富士S          | L       | 芝2000m（良） | 14    | 2     | 2     | 003.40（1人）   | 07着 | R1:59.7（35.3）     | -0.6 | 0内田博幸   | 58        | インビジブルレイズ     | 508         |
| 0000.03.15 | 中京   | 金鯱賞           | GII     | 芝2000m（良） | 12    | 4     | 4     | 024.30（6人）   | 03着 | R2:02.0（34.2）     | -0.4 | 0内田博幸   | 56        | サートゥルナーリア     | 514         |
| 0000.05.10 | 新潟   | 新潟大賞典       | GIII    | 芝2000m（良） | 16    | 4     | 8     | 009.40（6人）   | 14着 | R2:00.1（36.4）     | -1.5 | 0内田博幸   | 57.5      | トーセンスーリヤ       | 516         |
| 0000.06.14 | 東京   | エプソムC        | GIII    | 芝1800m（不） | 18    | 3     | 6     | 022.10（9人）   | 01着 | R1:47.7（36.1）     | -0.2 | 0内田博幸   | 56        | （ソーグリッタリング） | 500         |
| 0000.10.11 | 東京   | 毎日王冠         | GII     | 芝1800m（稍） | 11    | 5     | 5     | 010.60（4人）   | 02着 | R1:46.0（34.9）     | -0.5 | 0内田博幸   | 56        | サリオス               | 498         |
| 0000.11.01 | 東京   | 天皇賞（秋）     | GI      | 芝2000m（良） | 12    | 3     | 3     | 089.8（10人）   | 06着 | R1:59.0（34.5）     | -1.2 | 0内田博幸   | 58        | アーモンドアイ         | 496         |
| 2021.01.17 | 中京   | 日経新春杯       | GII     | 芝2200m（良） | 16    | 1     | 1     | 006.80（3人）   | 12着 | R2:13.3（37.2）     | -1.5 | 0内田博幸   | 57.5      | ショウリュウイクゾ     | 502         |
| 0000.02.07 | 東京   | 東京新聞杯       | GIII    | 芝1600m（良） | 16    | 1     | 1     | 012.90（6人）   | 14着 | R1:33.6（35.5）     | -1.2 | 0内田博幸   | 58        | カラテ                 | 500         |
| 0000.04.25 | 阪神   | マイラーズC      | GII     | 芝1600m（良） | 15    | 4     | 8     | 034.7（11人）   | 04着 | R1:31.6（34.5）     | -0.2 | 0幸英明     | 56        | ケイデンスコール       | 494         |
| 0000.06.06 | 東京   | 安田記念         | GI      | 芝1600m（良） | 14    | 3     | 3     | 123.9（12人）   | 11着 | R1:32.7（34.9）     | -1.0 | 0石橋脩     | 58        | ダノンキングリー       | 492         |
| 0000.10.10 | 東京   | 毎日王冠         | GII     | 芝1800m（良） | 13    | 6     | 8     | 033.70（8人）   | 04着 | R1:45.1（34.6）     | -0.3 | 0石橋脩     | 56        | シュネルマイスター     | 492         |
| 0000.11.13 | 東京   | 武蔵野S          | GIII    | ダ1600m（稍） | 16    | 8     | 15    | 016.30（8人）   | 08着 | R1:35.9（37.3）     | -0.9 | 0内田博幸   | 56        | ソリストサンダー       | 492         |
| 2022.01.05 | 中京   | 京都金杯         | GIII    | 芝1600m（良） | 16    | 6     | 11    | 026.4（11人）   | 02着 | R1:33.0（35.0）     | -0.1 | 0幸英明     | 57.5      | ザダル                 | 500         |
| 0000.02.20 | 東京   | フェブラリーS    | GI      | ダ1600m（重） | 16    | 1     | 2     | 042.8（13人）   | 15着 | R1:35.7（36.0）     | -1.9 | 0三浦皇成   | 57        | カフェファラオ         | 504         |
| 0000.04.24 | 阪神   | マイラーズC      | GII     | 芝1600m（稍） | 15    | 8     | 14    | 027.30（9人）   | 13着 | R1:35.2（36.9）     | -1.9 | 0三浦皇成   | 56        | ソウルラッシュ         | 496         |
| 0000.10.22 | 東京   | 富士S            | GII     | 芝1600m（良） | 15    | 3     | 6     | 041.90（9人）   | 14着 | R1:33.7（35.6）     | -1.7 | 0M.デムーロ | 56        | セリフォス             | 498         |
| 2023.01.05 | 中京   | 京都金杯         | GIII    | 芝1600m（良） | 16    | 5     | 9     | 055.1（12人）   | 14着 | R1:34.4（36.7）     | -1.7 | 0岩田康誠   | 58        | イルーシヴパンサー     | 504         |

## 特徴

### 東京競馬場での勝利
| ダイワキャグニー   | ダイワキャグニー | ダイワキャグニー | ダイワキャグニー | \| | ダイナレター   | ダイナレター | ダイナレター | ダイナレター | \| | ウオッカ           | ウオッカ | ウオッカ | ウオッカ   | \| | アーモンドアイ     | アーモンドアイ | アーモンドアイ | アーモンドアイ |
| 競走名             | 格               | 着順             | 騎手             | \| | 競走名         | 格           | 着順         | 騎手         | \| | 競走名             | 格       | 着順     | 騎手       | \| | 競走名             | 格             | 着順           | 騎手           |
| メイクデビュー東京 |                  | 01着             | 北村宏司         | \| | 4歳以上400万下 |              | 1着          | 加藤和宏     | \| |                    |          |          |            | \| |                    |                |                |                |
| セントポーリア賞   | 500万下          | 01着             | 北村宏司         | \| | 秋嶺賞         | 9下          | 1着          | 加藤和宏     | \| |                    |          |          |            | \| | 2歳未勝利          |                | 01着           | C.ルメール     |
| プリンシパルS      | OP               | 01着             | 北村宏司         | \| | 4歳以上900万下 |              | 1着          | 杉浦宏昭     | \| | 東京優駿           | JpnI     | 01着     | 四位洋文   | \| | 優駿牝馬           | GI             | 01着           | C.ルメール     |
| キャピタルS        | OP               | 01着             | 横山典弘         | \| | 欅S            | 14下         | 1着          | 杉浦宏昭     | \| | 安田記念           | GI       | 01着     | 岩田康誠   | \| | ジャパンC          | GI             | 01着           | C.ルメール     |
| メイS              | OP               | 01着             | 横山典弘         | \| | 神無月S        | OP           | 1着          | 杉浦宏昭     | \| | 天皇賞（秋）       | GI       | 01着     | 武豊       | \| | 天皇賞（秋）       | GI             | 01着           | C.ルメール     |
| メイS              | OP               | 01着             | 内田博幸         | \| | 根岸S          | GIII         | 1着          | 杉浦宏昭     | \| | ヴィクトリアマイル | GI       | 01着     | 武豊       | \| | ヴィクトリアマイル | GI             | 01着           | C.ルメール     |
| オクトーバーS      | L                | 01着             | 内田博幸         | \| | 銀嶺S          | OP           | 1着          | 杉浦宏昭     | \| | 安田記念           | GI       | 01着     | 武豊       | \| | 天皇賞（秋）       | GI             | 01着           | C.ルメール     |
| エプソムC          | GIII             | 01着             | 内田博幸         | \| | 武蔵野S        | OP           | 1着          | 杉浦宏昭     | \| | ジャパンC          | GI       | 01着     | C.ルメール | \| | ジャパンC          | GI             | 01着           | C.ルメール     |

デビュー以来、全8勝すべてを東京競馬場で挙げている。同じ左回りに設定されている新潟、中京競馬場。同じ関東にある中山競馬場への出走の経験があるが、勝利には至っていない。
東京競馬場のコースで通算8勝を記録するのは、ダイナレターに並ぶ最多タイ記録。さらに、重賞も含めたオープン競走では通算6勝しており、これはウオッカに次ぐ最多タイ記録である。
- 菊沢隆徳
  - 「東京はとても合っています」 - キャピタルステークス優勝後（2017年11月25日[49]）
  - 「東京のカタカナのレース（上表強調）はなぜか走る」 - エプソムカップ優勝後（2020年6月15日[6]）
- 北村宏司
  - 「東京は上手に走れますからね」「この馬のいい所は東京を上手に走れる所」 - プリンシパルステークス優勝後（2017年5月6日[27][28]）
- 内田博幸
  - 「右回りも走れますが、やはり左回りがいいですね」 - メイステークス優勝後（2019年5月18日[50]）

## 血統表
| ダイワキャグニーの血統        | ダイワキャグニーの血統                               | ダイワキャグニーの血統                  | （血統表の出典）                        | （血統表の出典）  |
| 父系                          | キングマンボ系                                       | キングマンボ系                          | キングマンボ系                          | [ § 2 ]           |
| 父 キングカメハメハ 2001 鹿毛 | 父の父Kingmambo 1990 鹿毛                            | Mr. Prospector                          | Raise a Native                          | Raise a Native    |
| 父 キングカメハメハ 2001 鹿毛 | 父の父Kingmambo 1990 鹿毛                            | Mr. Prospector                          | Gold Digger                             |                   |
| 父 キングカメハメハ 2001 鹿毛 | 父の父Kingmambo 1990 鹿毛                            | Miesque                                 | Nureyev                                 | Nureyev           |
| 父 キングカメハメハ 2001 鹿毛 | 父の父Kingmambo 1990 鹿毛                            | Miesque                                 | Pasadoble                               |                   |
| 父 キングカメハメハ 2001 鹿毛 | 父の母*マンファス Manfath 1991 黒鹿毛                | *ラストタイクーン                       | *トライマイベスト                       | *トライマイベスト |
| 父 キングカメハメハ 2001 鹿毛 | 父の母*マンファス Manfath 1991 黒鹿毛                | *ラストタイクーン                       | Mill Princess                           |                   |
| 父 キングカメハメハ 2001 鹿毛 | 父の母*マンファス Manfath 1991 黒鹿毛                | Pilot Bird                              | Blakeney                                | Blakeney          |
| 父 キングカメハメハ 2001 鹿毛 | 父の母*マンファス Manfath 1991 黒鹿毛                | Pilot Bird                              | The Dancer                              |                   |
| 母 トリプレックス 1999 青鹿毛 | 母の父*サンデーサイレンス Sunday Silence 1986 青鹿毛 | Halo                                    | Hail to Reason                          | Hail to Reason    |
| 母 トリプレックス 1999 青鹿毛 | 母の父*サンデーサイレンス Sunday Silence 1986 青鹿毛 | Halo                                    | Cosmah                                  |                   |
| 母 トリプレックス 1999 青鹿毛 | 母の父*サンデーサイレンス Sunday Silence 1986 青鹿毛 | Wishing Well                            | Understanding                           | Understanding     |
| 母 トリプレックス 1999 青鹿毛 | 母の父*サンデーサイレンス Sunday Silence 1986 青鹿毛 | Wishing Well                            | Mountain Flower                         |                   |
| 母 トリプレックス 1999 青鹿毛 | 母の母*トリプルワウ Triple Wow 1983 鹿毛             | Coastal                                 | Majestic Prince                         | Majestic Prince   |
| 母 トリプレックス 1999 青鹿毛 | 母の母*トリプルワウ Triple Wow 1983 鹿毛             | Coastal                                 | Alluvial                                |                   |
| 母 トリプレックス 1999 青鹿毛 | 母の母*トリプルワウ Triple Wow 1983 鹿毛             | Iva Reputation                          | Sir Ivor                                | Sir Ivor          |
| 母 トリプレックス 1999 青鹿毛 | 母の母*トリプルワウ Triple Wow 1983 鹿毛             | Iva Reputation                          | Reputation                              |                   |
| 母系(F-No.)                   | (FN:7)                                               | (FN:7)                                  | (FN:7)                                  | [ § 3 ]           |
| 5代内の近親交配               | Raise a Native 4×5、Northern Dancer 5×5              | Raise a Native 4×5、Northern Dancer 5×5 | Raise a Native 4×5、Northern Dancer 5×5 | [ § 4 ]           |
| 出典                          | ↑ ↑ ↑ ↑                                              | ↑ ↑ ↑ ↑                                 | ↑ ↑ ↑ ↑                                 | ↑ ↑ ↑ ↑           |